# Операція «Стріла»
Операція «Стріла» (хорв. Operacija Strijela) — військово-поліційна операція на Західнославонському фронті Хорватської війни, в ході якої було визволено Вочин та ще 23 населені пункти. Її розпочато 28 листопада 1991 р. і завершено хорватською перемогою 26 грудня 1991 р. Внаслідок операції було також звільнено важливі радіорелейні об'єкти на вершинах гір Іваншчиця, Папук, Мославацька гора і Псунь.